# Rudi (geodesisk mätpunkt)
Rudi eller Geodesiska mätpunkten Rudi (rumänska: Punctul Geodezic Rudi) är en av de geodesiska mätpunkterna på Struves meridianbåge, som sedan 2005 är ett världsarv. Mätpunkten mättes upp 1847. 17 juni 2006 avtäcktes en obelisk som markerar mätpunkten.